# Molenbeek (Zottegem Zwalm)
De Molenbeek is een beek in de Belgische stad Zottegem. De beek ontspringt in Elene nabij het kasteel van Leeuwergem en stroomt zo verder langs de dorpskom en de watermolen van Elene, waar rond de voormalige molenvijver een groene ontmoetingsplek Molenwaterparkje werd gecreëerd . De Molenbeek stroomt zo verder naar het natuurgebied Wachtspaarbekken Bettelhovebeek in Strijpen, waar ze samenvloeit met de Bettelhovebeek. De Molenbeek vloeit zo verder in Velzeke-Ruddershove langs de Driesmolen en Van Themsches molen om aan het eind van de Paddestraat net voorbij Hof de Moriaan uit te monden in de Zwalm. In de Molenbeek werden onder andere driedoornige stekelbaars, riviergrondel, 
bittervoorn, serpeling, beekforel, kopvoorn, giebel, karper gevonden . In de vallei leven onder andere ook de blauwe reiger, bruine kikkers, vinpootsalamander en de ijsvogel. Aan de Van Themsches molen en aan de Driesmolen werden in 2019 door de provincie Oost-Vlaanderen en het Agentschap voor Natuur en Bos vistrappen gebouwd om vismigratie vanuit de Zwalm mogelijk te maken . Het Jan de Lichtepad volgt de loop van de Molenbeek.

## Afbeeldingen

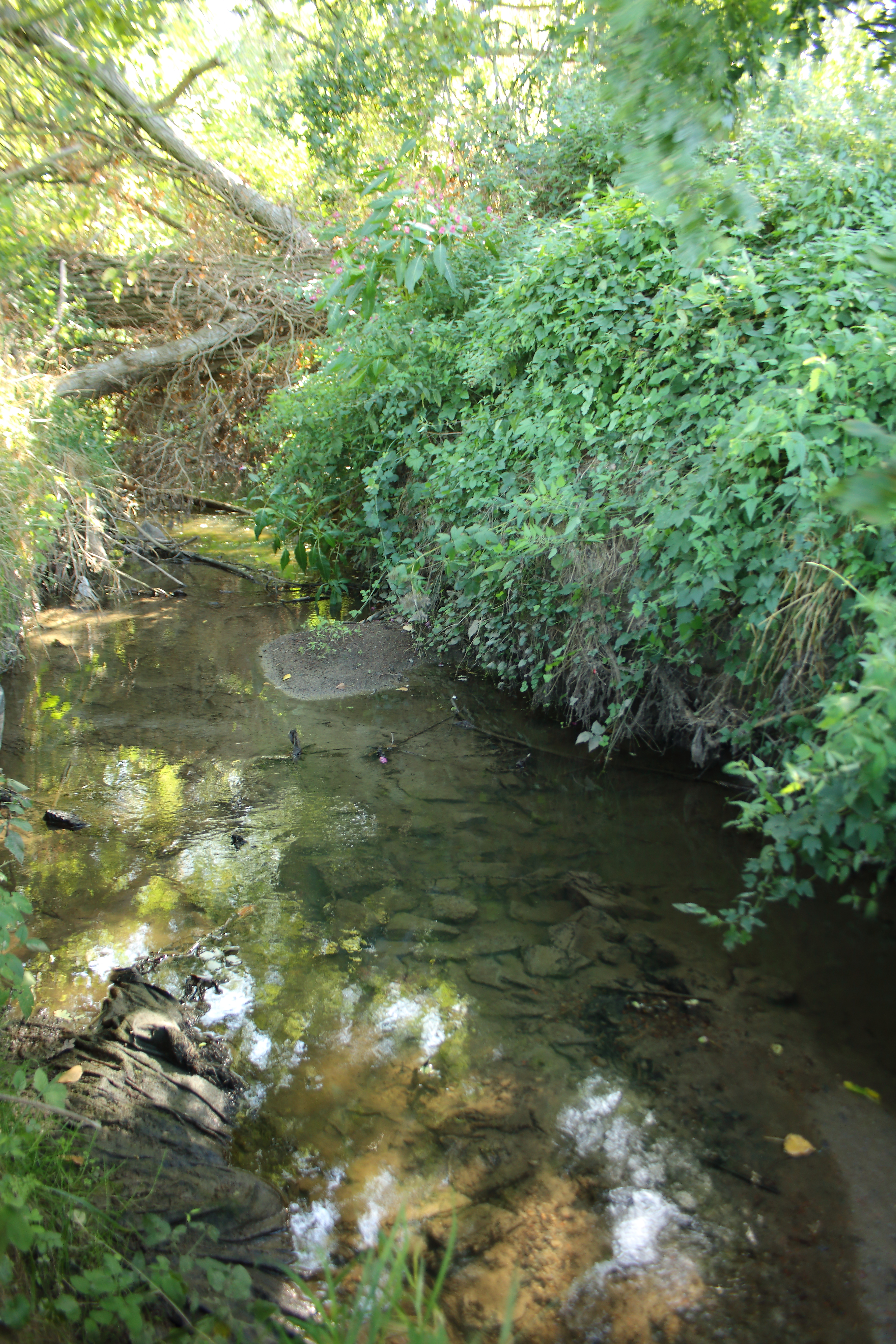
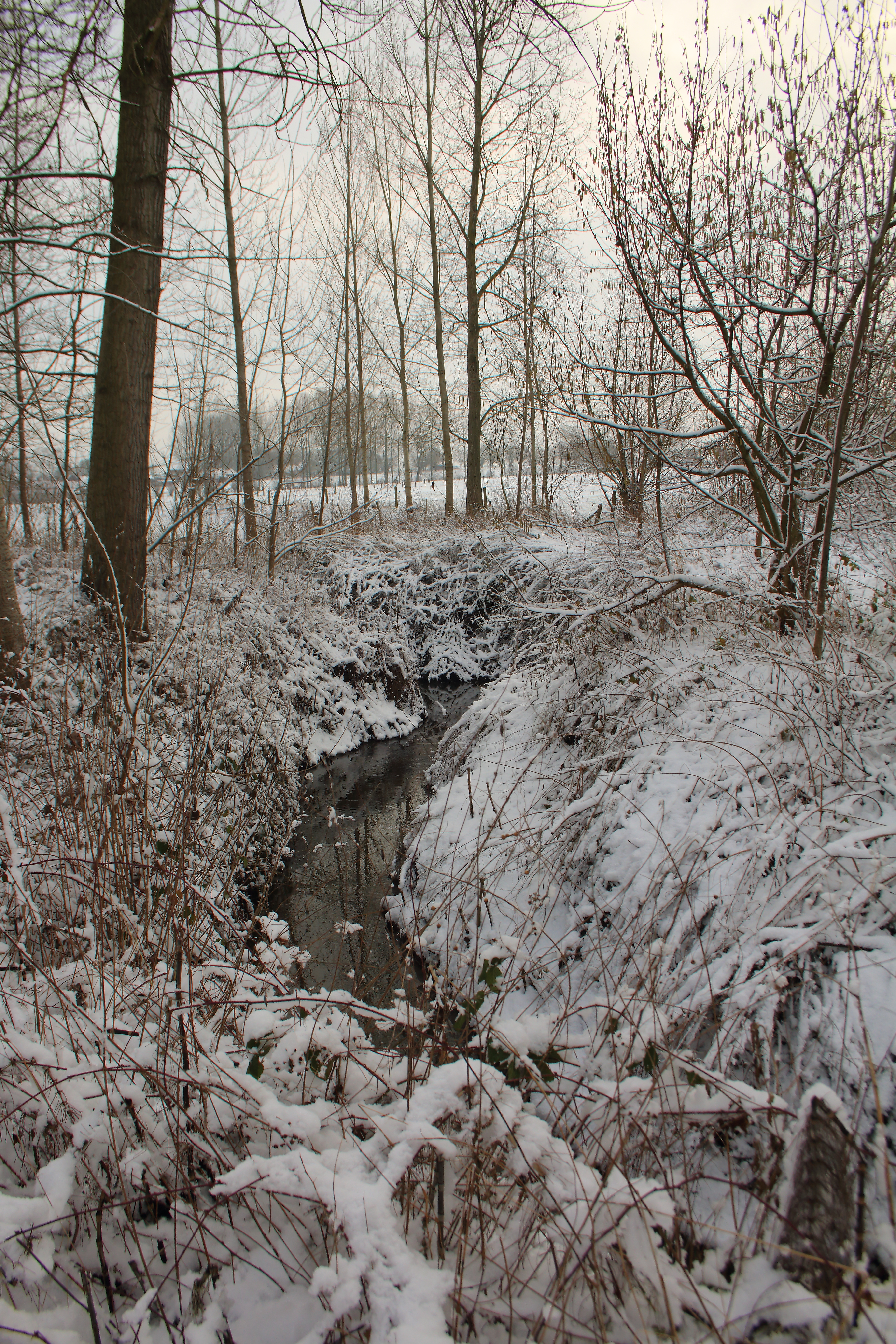
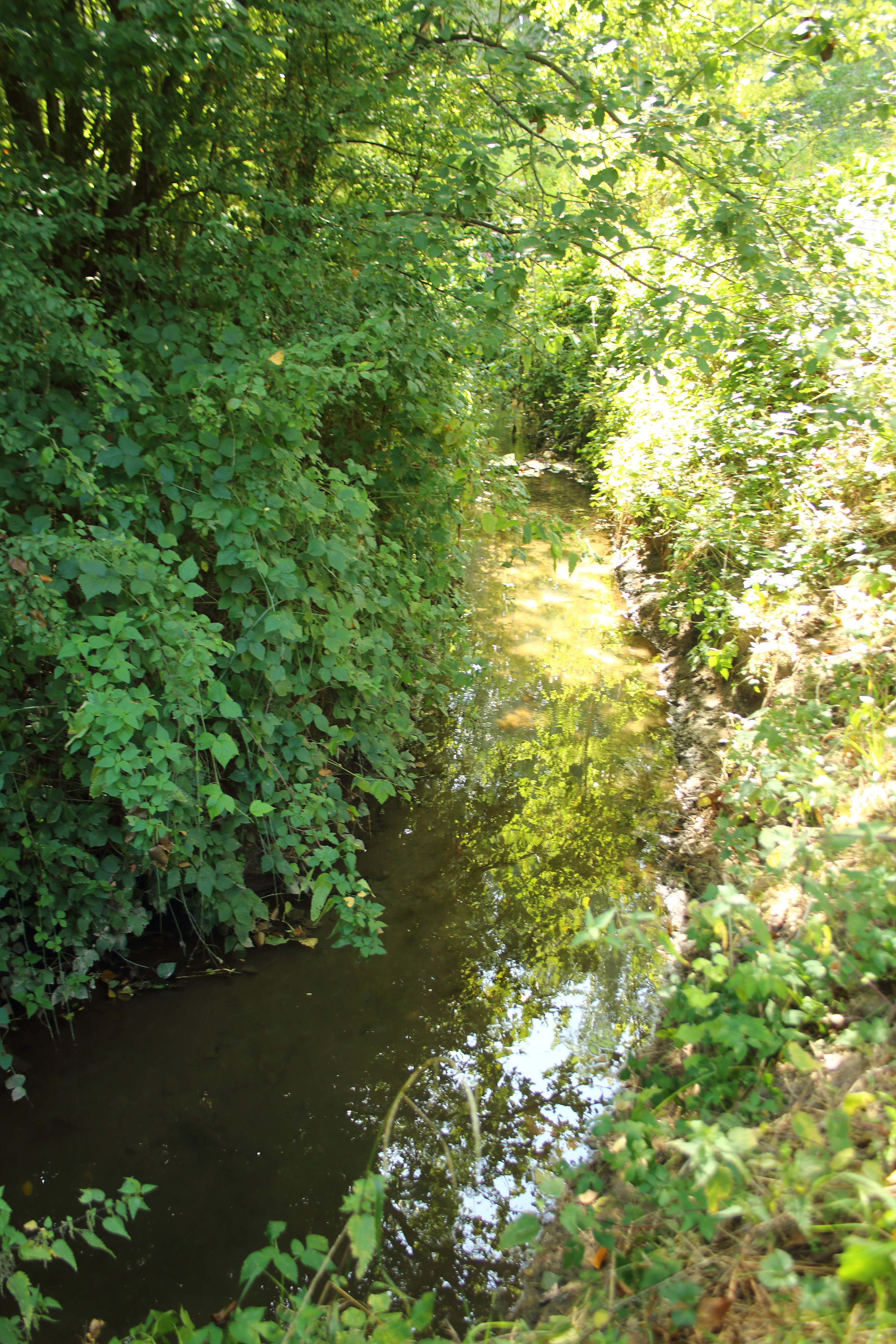
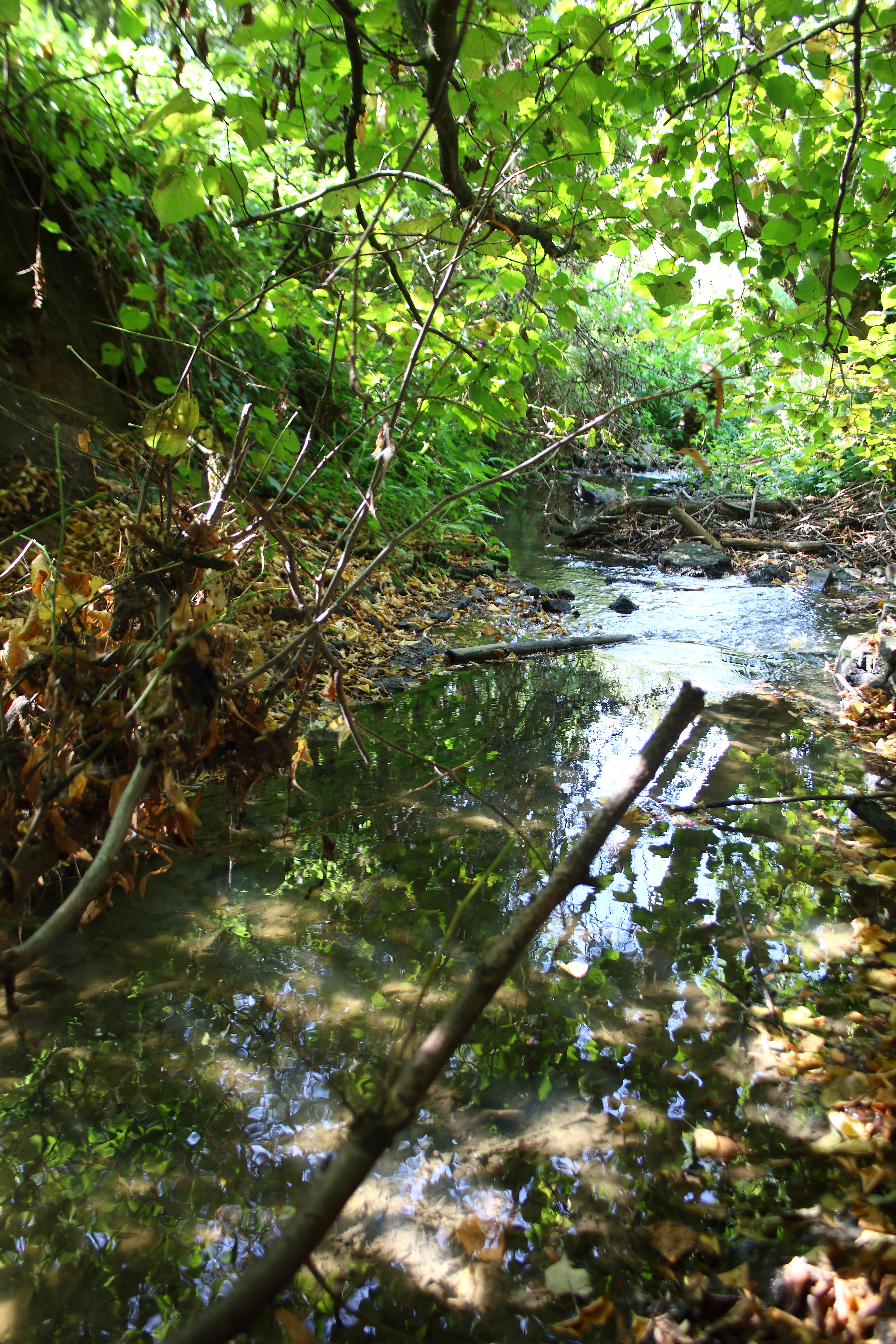
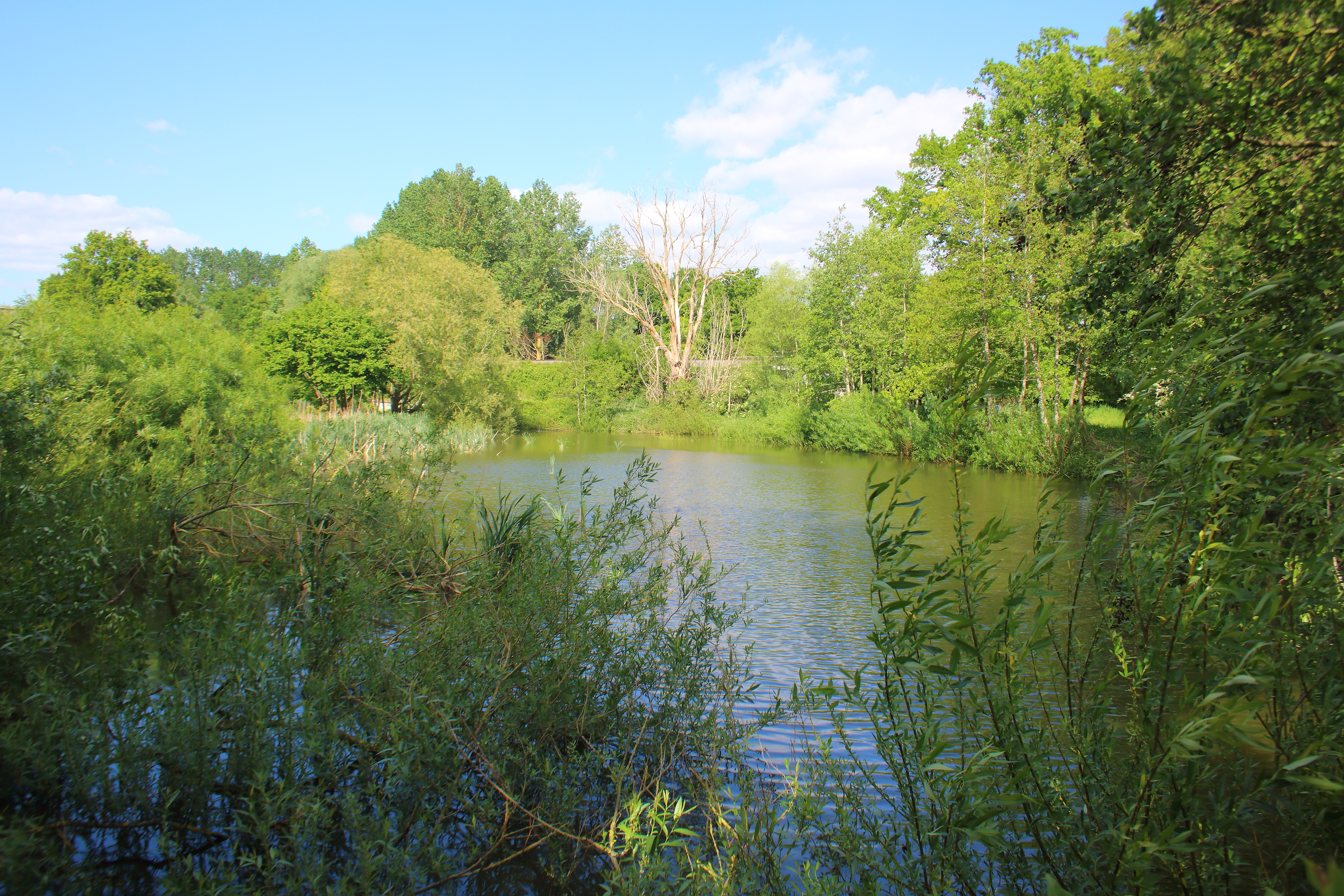
Molenvijver in Elene
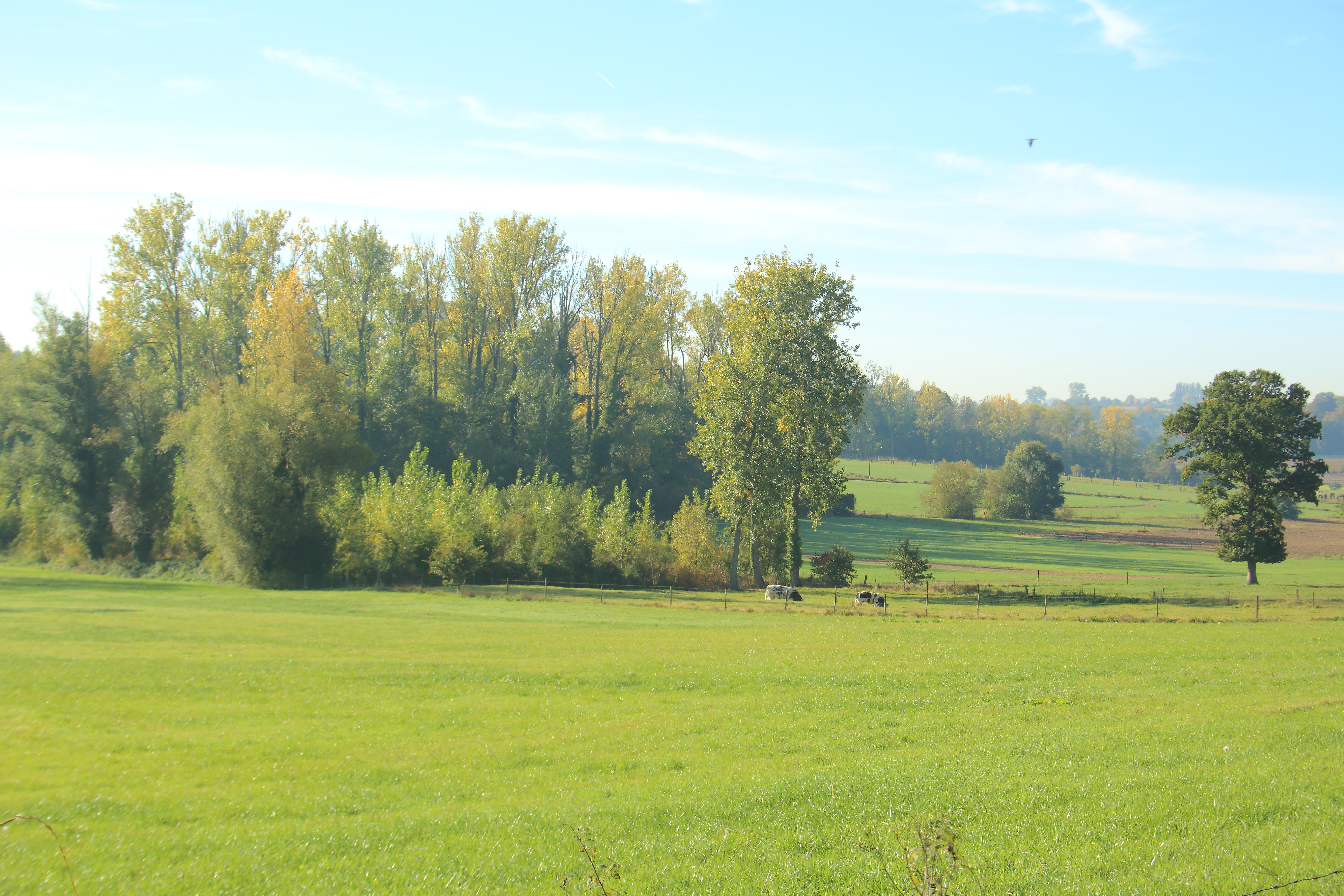
Molenbeekvallei in Velzeke-Ruddershove